# Davie Johnston (calciatore 1948)
Davie Johnston (Aberdeen, 29 febbraio 1948) è un ex calciatore scozzese, di ruolo difensore.

## Carriera
Formatosi nel Banks O'Dee, nel 1968 viene ingaggiato dal Dundee, con cui esordisce nella massima serie scozzese ottenendo il nono posto nella Scottish Division One 1968-1969. Sino alla stagione 1975-1976 milita nella massima serie, annata in cui Johnston con il suo Dundee retrocede in cadetteria. Nel 1974 con il suo club ha vinto la Scottish League Cup 1973-1974. L'anno seguente giunse agli ottavi di finale della Coppa delle Coppe 1974-1975, venendo eliminato con il suo club dai turchi del Bursaspor.
Nel 1978 passa al Montrose, società in cui militerà sino al 1981. Terminata l'esperienza al Montrose torna al Banks O'Dee.

## Palmarès

### Competizioni nazionali
- Coppa di Scozia: 1

Dundee: 1974